# My Big Fat Greek Wedding
My Big Fat Greek Wedding er en romantisk komediefilm fra 2002, hvor medvirkende er Nia Vardalos og instruktion er Joel Zwick. Den er på 5. pladsen over bedst indtjente film i 2002 i USA med $241,438,208 og er indtil videre den bedst indtjente romantiske komedie igennem tiden. Den er også den bedst indtjente film, der nogensinde har ligget nr. 1 på Nordamerikas box-office liste. Ved det 76. Academy Award, blev filmen nomineret til en Oscar for bedste originale manuskript. 

## Handling
Filmen handler om Fotoula "Toula" Portokalos, en græsk-amerikansk kvinde, der forelsker sig i en WASP, Ian Miller. Filmen har også fokus på Toulas forhold med sin familie med deres kulturelle arv og værdier, som sommetider er ustabil, men ender med en god slutning.
Toula er i starten af 30'erne igennem en tidlig midtvejskrise, fordi hun i sin familie er den eneste kvinde, der er "dumpet" i hvordan grækere er (hendes familie forventer at hun gifter sig med en græker, får græske børn og laver mad til alle, indtil den dag vi dør). I stedet er Toula fanget i familiens restaurant, "Dancing Zorba's". I modsætning til sin perfekte søster, Athena, er Toula farveløs og kynisk, som kun lige kan udtrykke sine følelser og ønsker om lykke. Nu, hvor hun er fyldt med 30, er hun for alvor fanget, hvor hun er. 
En dag møder Toula i restauranten Ian Miller, som hun øjeblikkelig falder for. Med hjælp fra hendes mor, Maria, får Toula overtalt sin far til at lade hende tage nogle aftenkurser i computer, så hun kan hjælpe forretningen bedre. Nu, hvor hun tænker mere over sit udseende, skifter hun sine umoderne briller ud med kontaktlinser og begynder at gå med make-up og flotter kjoler. En nyhedsudsendelse på skolen reklamerer for kurser til computer relaterende til rejsebureauer. Toulas moster, Voula, har rejsebureau og Toula beslutter sig for at få arbejde hos hende. Sammen med sin mor og moster for hun nu det til at se ud som om at det hele var hendes fars idé i håb om at han så vil tillade dette. Planen lykkedes og Toula er lykkelig for sin nye tilværelse. 
Toula føler sig meget bedre tilpas i sit nye arbejde, især da hun lægger mærke til at Ian, fra tidligere, er begyndt at hængeud foran butiksvinduet og kigger ind. Til sidst introducerer de sig for hinanden og går på date. Ian kan først ikke genkende den tidligere farveløse Toula, men da han gør, overrasker han Toula ved at sige at han gerne vil blive ved at se hende. 
Affæren udvikler sig hurtigt til passioneret tid for Toula, hvor hun samtidig skal holde forholdet hemmeligt for sin familie. En dag overrasker Toulas kusine, Nikki, Ian og hende selv, ved at fortælle at en nysgerrig nabo har set parret kysse og at hele Portokalos-familien nu ved det. Toulas far "Gus" bliver nu rasende, da Ian er en "xenos" (en der ikke er græsk) og selvom Ian høfligt spørger om han må blive ved med at være sammen med Toula, siger Gus nej. Toula og Ian formår dog stadig at mødes, imens deres forhold udvikler sig. Kort tid efter møder Toula, Ians over-middelklasse forældre, som er så rolige og stille, som Toulas familie er højrøstede. 
Ian frier nu til Toula og Toula siger ja, og Gus er nu tvunget til at acceptere Ian. Ian er straks villig til at konvertere til den græsk-ortodokse tro, for at blive værdig nok til Toula, og han bliver døbt på den traditionelle måde. Ved familiens påskefest, indrømmer Ian at han er vegetar – en kort krise for Portokalos-familien – og han får en en masse problemer med at tale græsk. Dette bliver en gennemgående joke for Toulas yngre bror, Nick. Da Ian spørger ham, hvordan man siger "tak" på græsk, fortæller Nick ham det "Oréa viziá," — "Nice boobs!". Men Maria slår Nick, ikke Ian, da hun godt ved, at Nick driller Ian. 
Som året går, begynder bryllupsforberedelserne at trænge sig på, hvor Toulas familie meget gerne hjælper til; Gus insisterer på at invitere hele den græske familie; Maria bestiller invitationer, hvor Ians forældres navne er stavet forkert (i stedet for Rodney og Harriet – Rodney og Harry) og Nikki bestiller nogle gyselige brudepige-kjoler. Efterfølgende bliver Toula forfærdet, da hun finder ud af, at hendes mor har inviteret hele familien, til en "stille og rolig" middag sammen med Ians forældre. Middagen har udviklet sig til en mindre fest, men alt i alt går det godt. 
Gus, der stadig ikke kan se, hvordan forholdet mellem Toula og Ian skulle fungere, må nu bøje sig, da samtlige familiemedlemmer er opmuntrende; Toulas gamle og senile yiayia (bedstemor) i et sjældent øjeblik af normalhed, viser Toula nogle af hendes private skatte, inklusiv et billede af hende selv og hendes bryllupsdiadem, som hun giver Toula på. Nick kommer nu ind til Toula og fortæller hende, at pga. hendes lyst til at ændre sit liv, har hun inspireret ham til gøre det samme og at han overvejer at gå på college for at studere kunst. 
Bryllupsdagen kommer med al livlighed og hysteri, og Toula er forfærdet, da hun opdager at hun har fået en bums, nok pga stress. Det traditionelle bryllupsceremoni foregår roligt. Alle går nu til receptionen og selv Rodney og Harriet begynder at nyde den græske festmåde. Gus holder tale, i hvilken han analyserer navnet "Miller", som kommer fra det græske ord "milo", der betyder "æble". Han fortæller så, at Portokalos betyder "appelsin", at de to familier er ... appelsiner og æbler. Vi er forskellige, men vi er alle sammen frugt". 
Ifølge den græske tradition har Gus og Maria købt en gave til brudeparret, et hus (lige ved siden af deres eget). Filmen slutter med at man ser Toula og Ians liv et par år senere, hvor de har en datter, der hedder Paris, som hellere ville gå til spejder eller græsk skole, hvor Toula lover hende, at hun derimod selv må bestemme, hvem hun vil giftes med.

## Medvirkende
- Nia Vardalos som Fotoula "Toula" Portokalos
- John Corbett som Ian Miller
- Michael Constantine som Kostas "Gus" Portokalos
- Lainie Kazan som Maria Portokalos
- Andrea Martin som Moster Voula
- Stavroula Logothettis som Athena Portokalos
- Louis Mandylor som Nick Portokalos
- Gia Carides som Kusine Nikki
- Joey Fatone som Fætter Angelo
- Bruce Gray som Rodney Miller
- Fiona Reid som Harriet Miller
- Arielle Sugarman som Paris Miller
- Jayne Eastwood som Mrs. White

## Eksterne links
- My Big Fat Greek Wedding på Internet Movie Database (engelsk)
- My Big Fat Greek Wedding på Filmdatabasen
- My Big Fat Greek Wedding på Scope
- My Big Fat Greek Wedding i Svensk Filmdatabas (svensk)
- My Big Fat Greek Wedding på AlloCiné (fransk)
- My Big Fat Greek Wedding på MovieMeter (nederlandsk)
- My Big Fat Greek Wedding på AllMovie (engelsk)
- My Big Fat Greek Wedding hos American Film Institute (engelsk)
- My Big Fat Greek Wedding på Turner Classic Movies (engelsk)
- My Big Fat Greek Wedding på The Movie Database (engelsk)
- "MPH breaks out 'Wedding' suit", Gregg Kilday, hollywoodreporter.com, July 2, 2003